# CHRF
CHRF, mieux connu sous le nom de AM 980, était une station de radio de langue française située à Montréal (Québec) appartenant à Evanov Communications lancée le 2 février 2015 et diffusant à la fréquence 980 kHz sur la bande AM d'une puissance de 50 kW le jour et 10 kW la nuit. Lors de son lancement, sa programmation comprenait « des créations orales et une programmation musicale qui seraient orientés vers la communauté gaie, lesbienne, bisexuelle et transsexuelle de Montréal », soit un format similaire à la station CIRR-FM 103.9 Proud FM à Toronto, Ontario.

## Histoire
Durant l'été 2011, le CRTC a lancé un appel de demandes pour une station de radio qui utiliserait les fréquences 690 kHz et 940 kHz auquel Dufferin Communications a déposé sa demande. N'ayant pu obtenir la fréquence 690 kHz demandée, la fréquence 990 kHz lui a été attribué le 21 novembre 2011 alors que la station CKGM (TSN Radio) a été autorisée à changer de fréquence pour le 990 kHz, qui a eu lieu le 4 septembre 2012.
Initialement prévu pour un lancement à l'automne 2013, Dufferin a étudié la fréquence et a conclu qu'un changement vers le 980 kHz serait beaucoup mieux au niveau technique. Afin de laisser le temps d'approuver la demande auprès du CRTC, le lancement de la station est conséquemment reporté à l'automne 2014.

### Radio Fierté
Le 27 octobre 2014, les tests continuent avec musique et messages vocaux, puis la chaîne est finalement lancée le 2 février 2015 sous le format Radio Fierté, avec une équipe d'animateurs : Michel Duchesne et Sylvain Verstricht (Les Barbus), Véronique Chevrier (Les matins lesbiens), Marie-Noëlle Gagnon (Marino) (Marino et ses Diamants), Joe Bocan et Miguel Doucet (Les Pétards). Dix mois plus tard, la station abandonne le format et diffuse de la musique de Noël en continu.

### AM 980
Le 28 décembre 2015, la station adopte un format adulte standard le jour et de la programmation haïtienne en soirée, consacrant le mois de décembre à la musique de Noël. Une nouvelle équipe d'animation est introduite en juin 2016 dont Alain Rivard (Café Rivard), Serge Plaisance (Le Retour de Plaisance), Danyel Turcotte et Arlet Fara (LGBT avec vous) et Mario Lipari (Arcobaleno Musicale). La musique haïtienne a été abandonnée.
La station cesse ses activités le 31 mai 2020 à minuit,, redirigeant les auditeurs à sa station-sœur, CFMB (en) 1280.